# Râul Slătioara, Târzia
Râul Slătioara este un curs de apă, afluent al râului Târzia. 

## Hărți
- Parcul Vânători-Neamț  Arhivat în 3 martie 2016, la Wayback Machine.